# Aire urbaine de Creil
L'aire urbaine de Creil est une aire urbaine française centrée sur l'unité urbaine de Creil, dans l'Oise. Composée de 23 communes habitants, elle comptait 117 654 habitants en 2012.

## Communes
Voici la liste des communes françaises de l'aire urbaine de Creil en 2010.
| Nom                    | Code Insee | Statut | Superficie (km2) | Population (dernière pop. légale) | Densité (hab./km2) |
| ---------------------- | ---------- | ------ | ---------------- | --------------------------------- | ------------------ |
| Creil                  | 60175      |        | 11,09            | 36 494 (2022)                     | 3 291              |
| Angicourt              | 60013      |        | 4,96             | 1 335 (2022)                      | 269                |
| Blaincourt-lès-Précy   | 60074      |        | 8,13             | 1 187 (2022)                      | 146                |
| Brenouille             | 60102      |        | 4,31             | 2 120 (2022)                      | 492                |
| Cauffry                | 60134      |        | 4,74             | 2 669 (2022)                      | 563                |
| Cinqueux               | 60154      |        | 6,79             | 1 638 (2022)                      | 241                |
| Cramoisy               | 60173      |        | 6,3              | 804 (2022)                        | 128                |
| Laigneville            | 60342      |        | 8,53             | 4 846 (2022)                      | 568                |
| Liancourt              | 60360      |        | 4,75             | 6 884 (2022)                      | 1 449              |
| Mogneville             | 60404      |        | 3,91             | 1 495 (2022)                      | 382                |
| Monceaux               | 60406      |        | 6,6              | 948 (2022)                        | 144                |
| Monchy-Saint-Éloi      | 60409      |        | 3,88             | 2 161 (2022)                      | 557                |
| Montataire             | 60414      |        | 10,66            | 13 944 (2022)                     | 1 308              |
| Nogent-sur-Oise        | 60463      |        | 7,46             | 21 859 (2022)                     | 2 930              |
| Précy-sur-Oise         | 60513      |        | 9,65             | 3 331 (2022)                      | 345                |
| Rantigny               | 60524      |        | 4,16             | 2 538 (2022)                      | 610                |
| Rieux                  | 60539      |        | 2,33             | 1 553 (2022)                      | 667                |
| Saint-Leu-d'Esserent   | 60584      |        | 13,08            | 4 576 (2022)                      | 350                |
| Thiverny               | 60635      |        | 2,06             | 1 061 (2022)                      | 515                |
| Verderonne             | 60669      |        | 3,33             | 487 (2022)                        | 146                |
| Verneuil-en-Halatte    | 60670      |        | 22,26            | 4 795 (2022)                      | 215                |
| Villers-Saint-Paul     | 60684      |        | 4,93             | 6 500 (2022)                      | 1 318              |
| Villers-sous-Saint-Leu | 60686      |        | 4,37             | 2 301 (2022)                      | 527                |

## Caractéristiques en 1999
D'après la définition qu'en donne l'INSEE, l'aire urbaine de Creil est composée de 18 communes, situées dans l'Oise. Ses 103 761 habitants font d'elle la 79e aire urbaine de France.
17 communes de l'aire urbaine sont des pôles urbains.
Le tableau suivant détaille la répartition de l'aire urbaine sur le département (les pourcentages s'entendent en proportion du département) :
| Département | Communes | Communes (%) | Superficie (km²) | Superficie (%) | Population (2010) | Population (%) |
| ----------- | -------- | ------------ | ---------------- | -------------- | ----------------- | -------------- |
| Oise        | 18       | 2,6          | 139,06           | 2,4            | 103 761           | 12,8           |